# Kärdla
Kärdla es una villa de la isla estonia de Hiiumaa y la capital del municipio de Hiiu y del condado homónimo.
Hasta 2013 fue una ciudad con estatus de municipio urbano, pero se fusionó con el municipio rural de Kõrgessaare para dar lugar al actual municipio de Hiiu.

## Toponimia
En otros idiomas, Kärdla es conocido con otros nombres por motivos históricos (en sueco: Kärrdal; en alemán: Kertel).

## Geografía
Kärdla está localizada en la costa nororiental de Hiiumaa, junto al golfo de Tareste (Tareste laht). Al sureste de la villa se encuentra el cráter de Kärdla, originado por un meteorito, que tiene 455 millones de años. Por la villa discurren varios arroyos. En Kärdla también hay muchos pozos artesianos.

## Historia
Kärdla fue mencionada por primera vez en 1564 como Kärtillby, un pueblo habitado por suecos procedentes de la parte de habla sueca de Finlandia. En 1470, el maestre de la Orden de Livonia, Johann Wolthus von Herse, concedió a los suecos de Hiiumaa amplios privilegios, incluida la exención de la servidumbre.
En el siglo XVIII, la peste asoló Hiiumaa, con numerosos habitantes de Kärdla también fueron víctimas. En 1810 ya casi no quedaban habitantes suecos en Kärdla. El lugar pasó a formar parte de Partsi (Pardas) bajo el nombre de Kertelhof. Su crecimiento estuvo notablemente influido por la fábrica de telas fundada en 1830, fundada por los nobles alemanes del Báltico Peter Ludwig Konstantin von Ungern-Sternberg y Heinrich Georg Eduard von Ungern-Sternberg. En 1849 se construyó un puerto y después de un incendio en 1870, la fábrica fue modernizada y reconstruida.
Kärdla recibió el estatus de burgo en 1920 y de ciudad en 1938. Tanto el puerto como la fábrica fueron destruidos en la Segunda Guerra Mundial, que había sido nacionalizada en diciembre de 1940 con la ocupación soviética del país. Kärdla fue ocupada por tropas alemanas el 16 de octubre de 1941 y recuperada por los soviéticos el 2 de octubre de 1944. Después de la repatriación masiva de alemanes bálticos y la emigración de suecos, en la ciudad permanecieron principalmente estonios y un pequeño número de rusos.
En 2013, la ciudad se fusionó con la parroquia de Kõrgessaare para formar el municipio de Hiiumaa, por lo que Kärdla perdió su estatus de ciudad.

## Demografía
La evolución de la población de Kärdla entre 1897 y 2021 fue la siguiente:
| 1718                                           | 1580 | 1454 | 1524 | 2688 | 2969 | 3426 | 4126 | 3672 | 3634 | 3046 |
| (Fuente: Distribución de población de Estonia) |      |      |      |      |      |      |      |      |      |      |

Según el censo de 2021, los estonios representan el 98,1% de la población local.

## Infraestructura

### Arquitectura, monumentos y lugares de interés
En la ciudad está el museo de Hiiumaa, que ofrece información sobre la historia de la ciudad y la isla. Se encuentra en la “Casa Larga” (Pikk maja), construida en 1830 para el director de la fábrica de telas, y el museo cuenta con colecciones en los campos de la historia natural, etnografía, arqueología, historia, numismática y textiles. 

### Transporte
Kärdla cuenta con el servicio del aeropuerto de Kärdla, con vuelos regulares a Tallin. El transporte por carretera desde Estonia continental hasta Hiiumaa implica una travesía en ferry de 90 minutos (28 km) desde Rohuküla hasta Heltermaa, que se encuentra a 25 km por carretera desde Kärdla. Hay hasta 10 salidas de ferry diarias operadas por TS Laevad. Durante los fines de semana de verano, suele ser necesario reservar plaza de coche en el ferry. Hay unos dos autobuses regulares diarios entre Tallin y Kärdla.
Se pueden alquilar bicicletas y hay un buen carril bici construido desde Kärdla hacia Kõrgessaare.

## Personas importantes
- Heiki Nabi (1985): deportista estonio que compite en lucha grecorromana.

## Galería

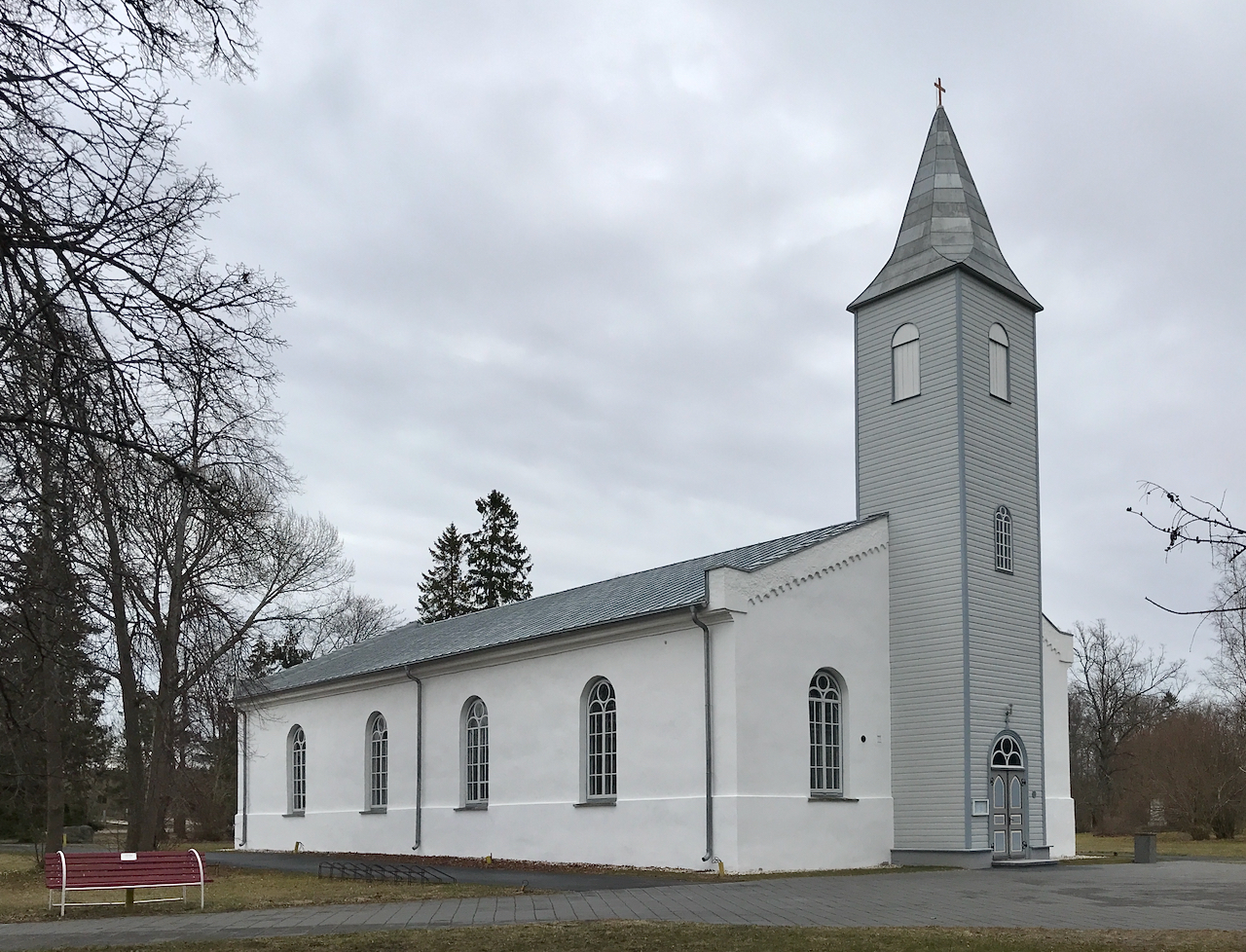
Iglesia luterana de San Juan Bautista
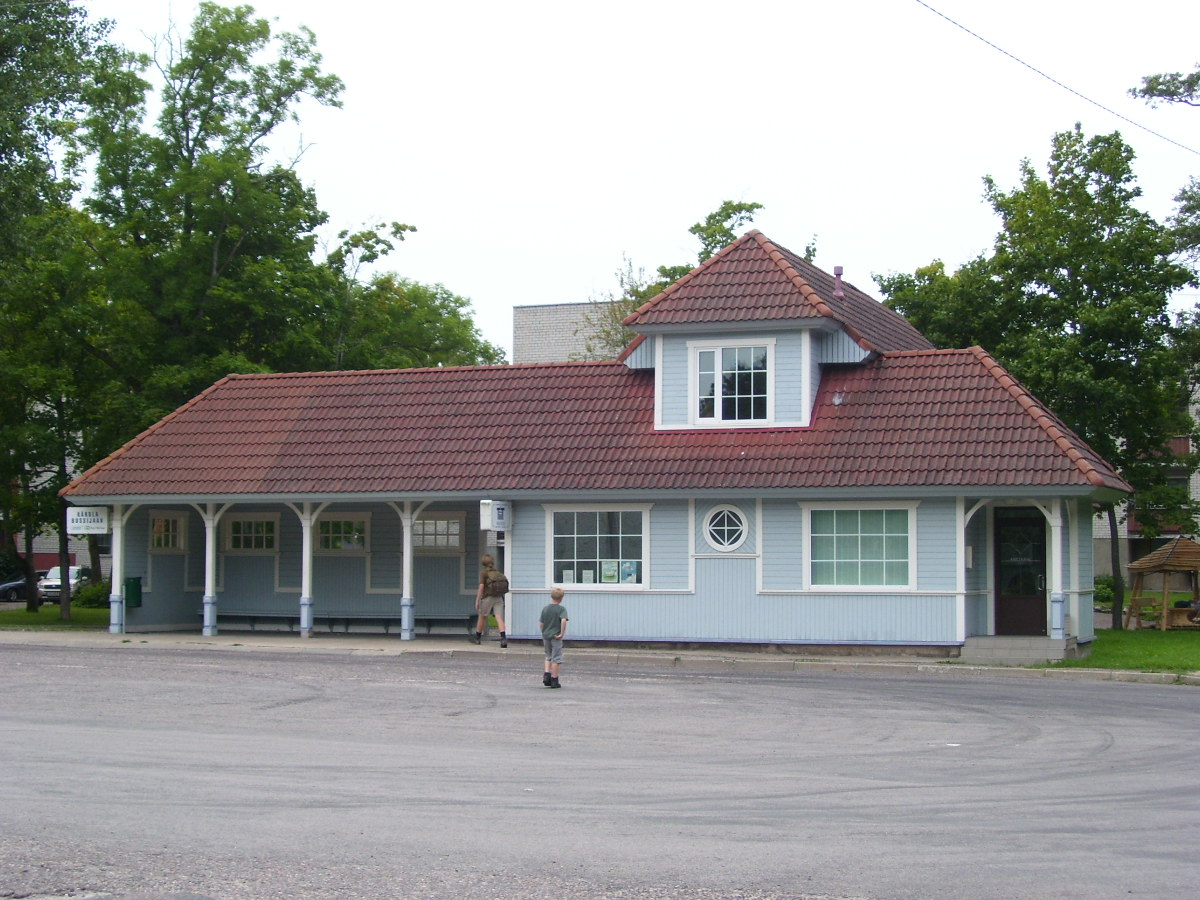
Estación de buses de Kärdla
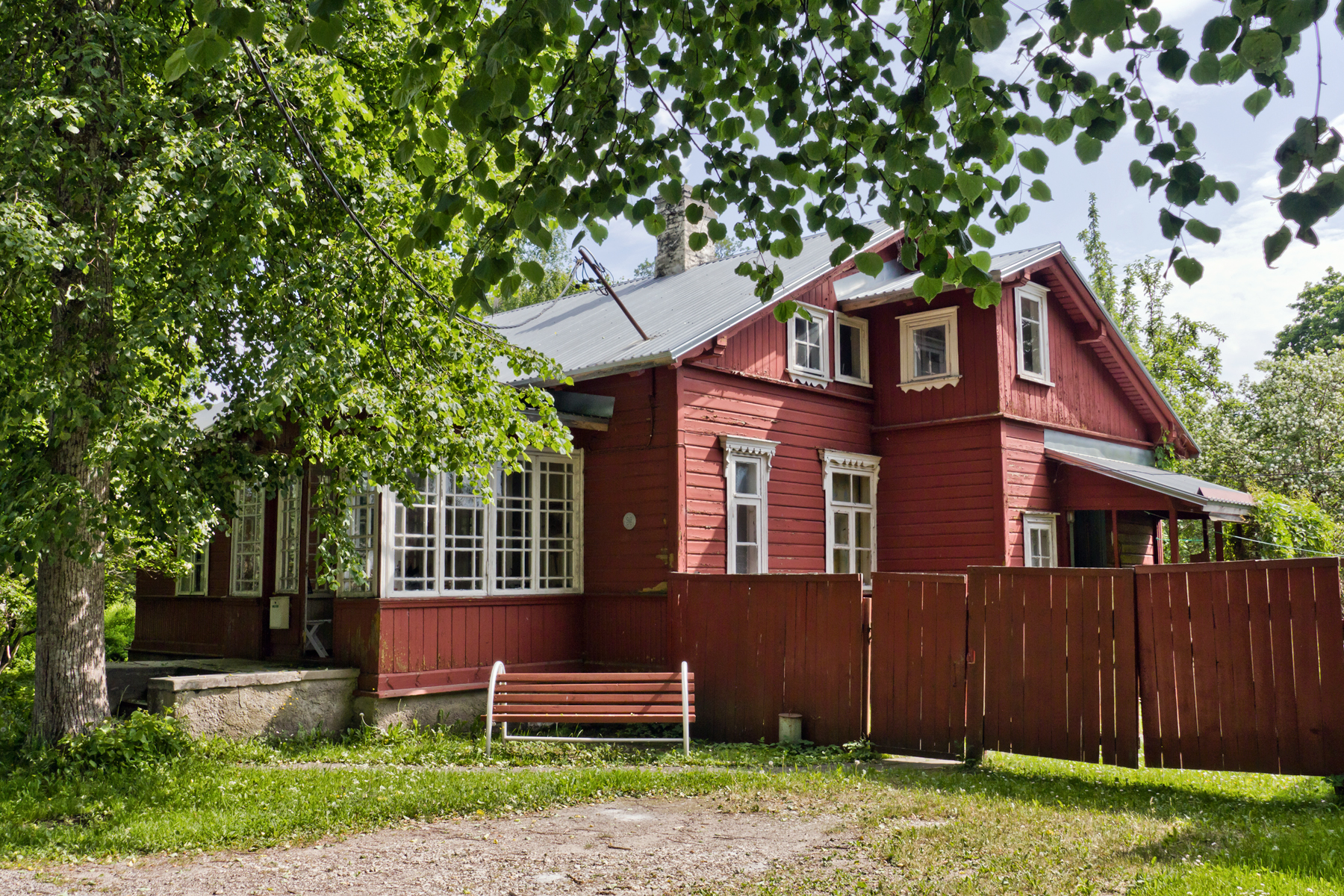
Casa antigua de Kärdla
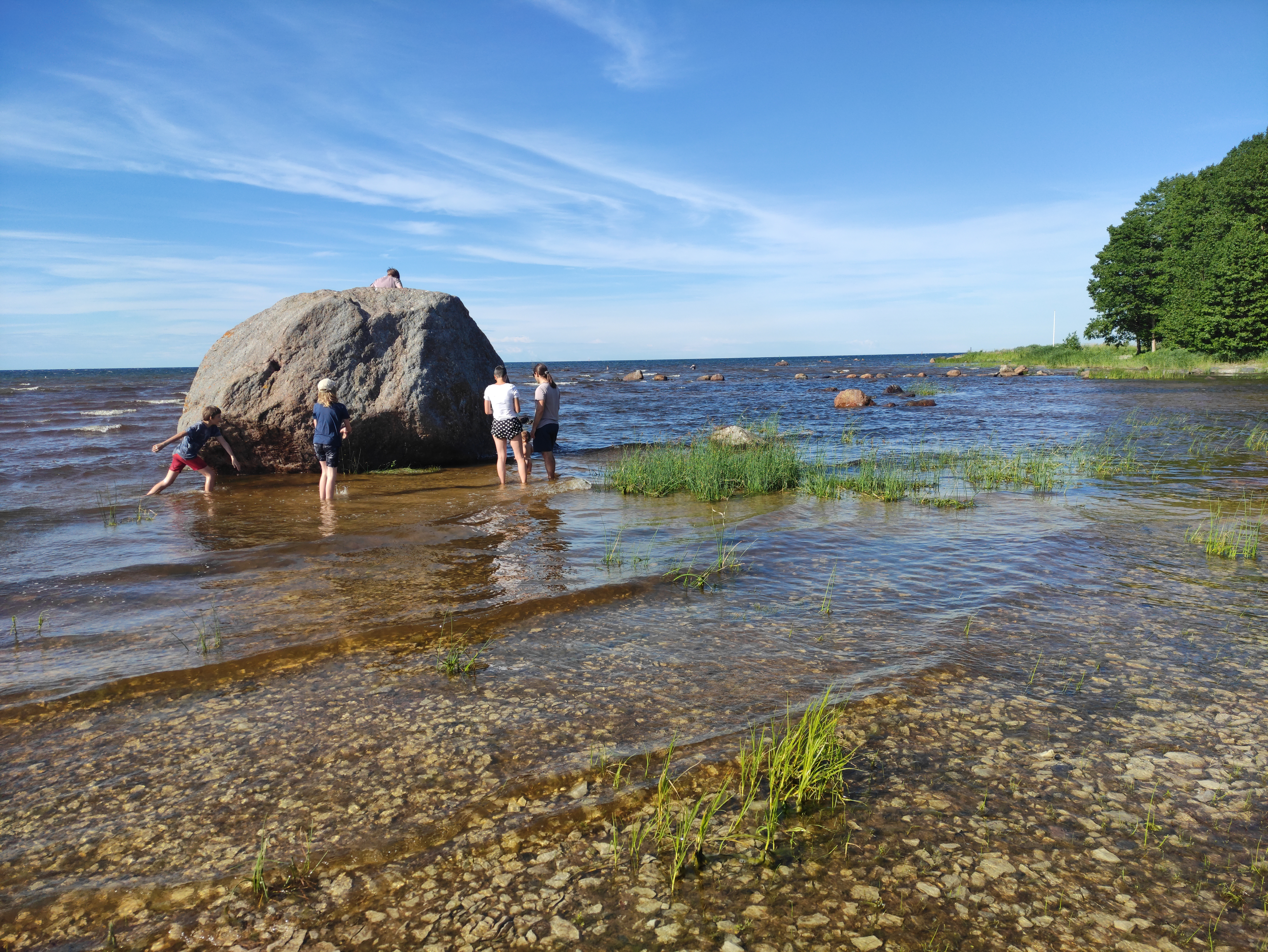
Playa de Kärdla